# Xeretnebti
Xeretnebti o Xeret-Nebti (Srt nb.tj, "Nas de les dues dames") va ser una princesa egípcia de la V Dinastia. Tenia els títol de Filla del Rei del seu cos, la seva estimada. Arqueòlegs de l’Institut txec d’Egiptologia van desenterrar la seva tomba el 2012, a la regió d'Abusir, al sud del Caire.
El seu enterrament es va trobar en una tomba tallada a la roca que probablement pertanyia al seu marit, el nom del qual s’ha perdut. Al complex s'hi van trobar sis pous funeraris. El més gran pertanyia probablement al marit de la princesa. El segon pou tenia uns 10 metres de profunditat amb una cambra funerària inacabada a l'oest; aquí s'hi van trobar les restes humanes d'una dona, molt probablement les de la mateixa Xeretnebti. Els estudis d'aquestes ossos van revelar que Xeretnebti tenia entre 25 i 40 anys quan va morir.
Quan es va descobrir la tomba de Xeretnebti a principis de novembre de 2012, se la va mostrar com a filla del faraó Men Salbo. Tanmateix mai va existir cap faraó amb aquest nom i, de fet, no estava clar com aquest malentès podria haver sorgir de les inscripcions de la tomba. L'error es va deure a una traducció incorrecta de la nota de premsa àrab.
| M23 | X1 · n | G39 | t | n · t | F32 · t | f | mr&r&t | f | i | mA | x · F39 | w&t | x · r | R8 | A40 | aA | G16 | N37 · r | t · D19 | B23B |

| M23 | X1 · n | G39 | t | n · t | F32 · t | f | mr&r&t | f | i | mA | x · F39 | w&t | x · r | R8 | A40 | aA | G16 | N37 · r | t · D19 | B23B |